# Žiga Jančar
Žiga Jančar (ur. 3 listopada 2005) – słoweński skoczek narciarski, reprezentant klubu SSK Ihan. Drużynowy medalista mistrzostw świata juniorów (2025). Medalista mistrzostw kraju.

## Przebieg kariery
Występy w Alpen Cupie rozpoczął we wrześniu 2022 w Oberstdorfie. 7 października 2023 w debiucie w FIS Cupie zdobył punkty tego cyklu, zawody w Villach kończąc na 16. pozycji. Wystartował na Mistrzostwach Świata Juniorów 2024 w Planicy, gdzie zajął 15. miejsce w konkursie indywidualnym oraz 4. w drużynie męskiej.
10 sierpnia 2024 w debiucie w Letnim Pucharze Kontynentalnym zdobył punkt cyklu, zajmując 30. lokatę w Hinterzarten. 7 grudnia 2024 w swoim pierwszym starcie w zimowej edycji Pucharu Kontynentalnego zajął 8. miejsce w Zhangjiakou. 8 lutego 2025 zadebiutował w Pucharze Świata, zawody w Lake Placid kończąc na 34. pozycji. Dzień później był 37. Następnie w tej samej miejscowości wystąpił na Mistrzostwach Świata Juniorów 2025, na których zdobył złoty medal w drużynie mieszanej oraz srebrny z zespołem męskim. Indywidualnie zajął na nich 6. miejsce. 21 marca 2025 stanął na podium FIS Cupu, zajmując 2. lokatę w Zakopanem. Dzień później na tej samej skoczni powtórzył ten wynik w zawodach Pucharu Kontynentalnego. Czterokrotnie stawał na podium konkursów Alpen Cupu 2024/2025, w tym dwa razy zwyciężył. Cały cykl ukończył na 2. pozycji w klasyfikacji generalnej.
Na Letnich Mistrzostwach Słowenii 2024 zdobył brązowy medal w zawodach indywidualnych.

## Mistrzostwa świata juniorów

### Indywidualnie
| 2024 Planica     | – | 15. miejsce |
| 2025 Lake Placid | – | 6. miejsce  |

### Drużynowo
| 2024 Planica     | – | 4. miejsce                                    |
| 2025 Lake Placid | – | srebrny medal, złoty medal (drużyna mieszana) |

### Starty Ž. Jančara na mistrzostwach świata juniorów – szczegółowo
| Miejsce | Dzień     | Rok  | Miejscowość | Skocznia            | Punkt K | HS     | Konkurs      | Skok 1  | Skok 2  | Nota                  | Strata   | Zwycięzca        |
| ------- | --------- | ---- | ----------- | ------------------- | ------- | ------ | ------------ | ------- | ------- | --------------------- | -------- | ---------------- |
| 15.     | 8 lutego  | 2024 | Planica     | Srednja skakalnica  | K-95    | HS-102 | indywid.     | 93,0 m  | 93,0 m  | 236,5 pkt             | 30,2 pkt | Stephan Embacher |
| 4.      | 10 lutego | 2024 | Planica     | Srednja skakalnica  | K-95    | HS-102 | druż.        | 88,5 m  | 88,5 m  | 864,4 pkt (201,2 pkt) | 69,9 pkt | Austria          |
| 6.      | 12 lutego | 2025 | Lake Placid | MacKenzie Intervale | K-90    | HS-100 | indywid.     | 93,5 m  | 94,0 m  | 241,3 pkt             | 16,8 pkt | Stephan Embacher |
| 2.      | 14 lutego | 2025 | Lake Placid | MacKenzie Intervale | K-90    | HS-100 | druż.        | 97,0 m  | 95,0 m  | 910,1 pkt (264,9 pkt) | 22,4 pkt | Austria          |
| 1.      | 15 lutego | 2025 | Lake Placid | MacKenzie Intervale | K-90    | HS-100 | druż. miesz. | 101,5 m | 102,0 m | 919,8 pkt (244,7 pkt) | –        | –                |

## Puchar Świata

### Miejsca w poszczególnych konkursach indywidualnychPucharu Świata
stan po zakończeniu sezonu 2024/2025
| Źródło | Źródło            | Źródło     | Źródło     | Źródło      | Źródło      | Źródło                 | Źródło                 | Źródło          | Źródło          | Źródło           | Źródło                       | Źródło          | Źródło              | Źródło         | Źródło           | Źródło           | Źródło          | Źródło          | Źródło            | Źródło            | Źródło        | Źródło        | Źródło     | Źródło          | Źródło          | Źródło      | Źródło        | Źródło        | Źródło | Źródło | Źródło | Źródło | Źródło | Źródło | Źródło | Źródło | Źródło | Źródło | Źródło | Źródło | Źródło | Źródło | Źródło | Źródło | Źródło | Źródło | Źródło | Źródło | Źródło |
| --- | ----------------- | ---------- | ---------- | ----------- | ----------- | ---------------------- | ---------------------- | --------------- | --------------- | ---------------- | ---------------------------- | --------------- | ------------------- | -------------- | ---------------- | ---------------- | --------------- | --------------- | ----------------- | ----------------- | ------------- | ------------- | ---------- | --------------- | --------------- | ----------- | ------------- | ------------- | ------ | ------ | ------ | ------ | ------ | ------ | ------ | ------ | ------ | ------ | ------ | ------ | ------ | ------ | ------ | ------ | ------ | ------ | ------ | ------ | ------ |
| Sezon 2024/2025 |                   |            |            |             |             |                        |                        |                 |                 |                  |                              |                 |                     |                |                  |                  |                 |                 |                   |                   |               |               |            |                 |                 |             |               |               |        |        |        |        |        |        |        |        |        |        |        |        |        |        |        |        |        |        |        |        |        |
| Lillehammer HS140 | Lillehammer HS140 | Ruka HS142 | Ruka HS142 | Wisła HS134 | Wisła HS134 | Titisee-Neustadt HS142 | Titisee-Neustadt HS142 | Engelberg HS140 | Engelberg HS140 | Oberstdorf HS137 | Garmisch-Partenkirchen HS142 | Innsbruck HS128 | Bischofshofen HS142 | Zakopane HS140 | Oberstdorf HS235 | Oberstdorf HS235 | Willingen HS147 | Willingen HS147 | Lake Placid HS128 | Lake Placid HS128 | Sapporo HS137 | Sapporo HS137 | Oslo HS134 | Vikersund HS240 | Vikersund HS240 | Lahti HS130 | Planica HS240 | Planica HS240 | punkty | punkty | punkty | punkty | punkty | punkty |        |        |        |        |        |        |        |        |        |        |        |        |        |        |        |
| - | -                 | -          | -          | -           | -           | -                      | -                      | -               | -               | -                | -                            | -               | -                   | -              | -                | -                | -               | -               | 34                | 37                | -             | -             | -          | -               | -               | -           | q             | -             | 0      | 0      | 0      | 0      | 0      | 0      |        |        |        |        |        |        |        |        |        |        |        |        |        |        |        |
| Legenda |                   |            |            |             |             |                        |                        |                 |                 |                  |                              |                 |                     |                |                  |                  |                 |                 |                   |                   |               |               |            |                 |                 |             |               |               |        |        |        |        |        |        |        |        |        |        |        |        |        |        |        |        |        |        |        |        |        |
| 1 2 3 4-10 11-30 poniżej 30 dq – dyskwalifikacja q – dyskwalifikacja w kwalifikacjach q – zawodnik nie zakwalifikował się - – zawodnik nie wystartował |                   |            |            |             |             |                        |                        |                 |                 |                  |                              |                 |                     |                |                  |                  |                 |                 |                   |                   |               |               |            |                 |                 |             |               |               |        |        |        |        |        |        |        |        |        |        |        |        |        |        |        |        |        |        |        |        |        |

## Puchar Kontynentalny

### Miejsca w klasyfikacji generalnej
| Sezon     | Miejsce |
| --------- | ------- |
| 2024/2025 | 18.     |

### Miejsca na podium w konkursach indywidualnych Pucharu Kontynentalnego chronologicznie
| Lp. | Dzień    | Rok  | Miejscowość | Skocznia       | Punkt K | HS     | Skok 1  | Skok 2 | Nota      | Lok. | Strata  | Zwycięzca           |
| --- | -------- | ---- | ----------- | -------------- | ------- | ------ | ------- | ------ | --------- | ---- | ------- | ------------------- |
| 1.  | 22 marca | 2025 | Zakopane    | Wielka Krokiew | K-125   | HS-140 | 133,5 m | –      | 141,5 pkt | 2.   | 7,3 pkt | Markus Eisenbichler |

### Miejsca w poszczególnych konkursachPucharu Kontynentalnego
stan po zakończeniu sezonu 2024/2025
| Źródło                                                                        | Źródło            | Źródło     | Źródło     | Źródło          | Źródło          | Źródło              | Źródło              | Źródło        | Źródło        | Źródło        | Źródło            | Źródło            | Źródło      | Źródło      | Źródło              | Źródło              | Źródło              | Źródło              | Źródło      | Źródło      | Źródło         | Źródło         | Źródło | Źródło | Źródło | Źródło | Źródło | Źródło | Źródło | Źródło | Źródło | Źródło | Źródło | Źródło | Źródło | Źródło | Źródło | Źródło | Źródło | Źródło | Źródło | Źródło | Źródło | Źródło | Źródło | Źródło | Źródło | Źródło | Źródło | Źródło | Źródło | Źródło | Źródło | Źródło | Źródło | Źródło | Źródło | Źródło | Źródło |
| ----------------------------------------------------------------------------- | ----------------- | ---------- | ---------- | --------------- | --------------- | ------------------- | ------------------- | ------------- | ------------- | ------------- | ----------------- | ----------------- | ----------- | ----------- | ------------------- | ------------------- | ------------------- | ------------------- | ----------- | ----------- | -------------- | -------------- | ------ | ------ | ------ | ------ | ------ | ------ | ------ | ------ | ------ | ------ | ------ | ------ | ------ | ------ | ------ | ------ | ------ | ------ | ------ | ------ | ------ | ------ | ------ | ------ | ------ | ------ | ------ | ------ | ------ | ------ | ------ | ------ | ------ | ------ | ------ | ------ | ------ |
| Sezon 2024/2025                                                               |                   |            |            |                 |                 |                     |                     |               |               |               |                   |                   |             |             |                     |                     |                     |                     |             |             |                |                |        |        |        |        |        |        |        |        |        |        |        |        |        |        |        |        |        |        |        |        |        |        |        |        |        |        |        |        |        |        |        |        |        |        |        |        |        |
| Zhangjiakou HS106                                                             | Zhangjiakou HS106 | Ruka HS142 | Ruka HS142 | Engelberg HS140 | Engelberg HS140 | Bischofshofen HS142 | Bischofshofen HS142 | Sapporo HS137 | Sapporo HS137 | Sapporo HS137 | Lillehammer HS140 | Lillehammer HS140 | Kranj HS109 | Kranj HS109 | Iron Mountain HS133 | Iron Mountain HS133 | Iron Mountain HS133 | Iron Mountain HS133 | Lahti HS130 | Lahti HS130 | Zakopane HS140 | Zakopane HS140 | punkty | punkty | punkty | punkty | punkty | punkty | punkty | punkty | punkty | punkty | punkty | punkty | punkty | punkty | punkty | punkty | punkty | punkty | punkty |        |        |        |        |        |        |        |        |        |        |        |        |        |        |        |        |        |        |
| 8                                                                             | 25                | 21         | 30         | 27              | 25              | 20                  | 30                  | -             | -             | -             | -                 | -                 | -           | -           | dq                  | 16                  | 15                  | 13                  | 6           | 10          | 2              | 6              | 308    | 308    | 308    | 308    | 308    | 308    | 308    | 308    | 308    | 308    | 308    | 308    | 308    | 308    | 308    | 308    | 308    | 308    | 308    |        |        |        |        |        |        |        |        |        |        |        |        |        |        |        |        |        |        |
| Legenda                                                                       |                   |            |            |                 |                 |                     |                     |               |               |               |                   |                   |             |             |                     |                     |                     |                     |             |             |                |                |        |        |        |        |        |        |        |        |        |        |        |        |        |        |        |        |        |        |        |        |        |        |        |        |        |        |        |        |        |        |        |        |        |        |        |        |        |
| 1 2 3 4-10 11-30 poniżej 30 dq – dyskwalifikacja - – zawodnik nie wystartował |                   |            |            |                 |                 |                     |                     |               |               |               |                   |                   |             |             |                     |                     |                     |                     |             |             |                |                |        |        |        |        |        |        |        |        |        |        |        |        |        |        |        |        |        |        |        |        |        |        |        |        |        |        |        |        |        |        |        |        |        |        |        |        |        |

## Letni Puchar Kontynentalny

### Miejsca w klasyfikacji generalnej
| Sezon | Miejsce |
| ----- | ------- |
| 2024  | 62.     |

### Miejsca w poszczególnych konkursachLetniego Pucharu Kontynentalnego
stan po zakończeniu LPK 2024
| Źródło                                                                        | Źródło             | Źródło          | Źródło          | Źródło      | Źródło      | Źródło            | Źródło            | Źródło | Źródło | Źródło | Źródło | Źródło | Źródło | Źródło | Źródło | Źródło | Źródło | Źródło | Źródło | Źródło | Źródło | Źródło | Źródło | Źródło | Źródło | Źródło |
| ----------------------------------------------------------------------------- | ------------------ | --------------- | --------------- | ----------- | ----------- | ----------------- | ----------------- | ------ | ------ | ------ | ------ | ------ | ------ | ------ | ------ | ------ | ------ | ------ | ------ | ------ | ------ | ------ | ------ | ------ | ------ | ------ |
| 2024                                                                          |                    |                 |                 |             |             |                   |                   |        |        |        |        |        |        |        |        |        |        |        |        |        |        |        |        |        |        |        |
| Hinterzarten HS109                                                            | Hinterzarten HS109 | Trondheim HS105 | Trondheim HS105 | Stams HS115 | Stams HS115 | Klingenthal HS140 | Klingenthal HS140 | punkty | punkty | punkty | punkty | punkty | punkty | punkty | punkty | punkty | punkty | punkty | punkty | punkty | punkty | punkty | punkty | punkty | punkty | punkty |
| 30                                                                            | 27                 | -               | -               | -           | -           | -                 | -                 | 5      | 5      | 5      | 5      | 5      | 5      | 5      | 5      | 5      | 5      | 5      | 5      | 5      | 5      | 5      | 5      | 5      | 5      | 5      |
| Legenda                                                                       |                    |                 |                 |             |             |                   |                   |        |        |        |        |        |        |        |        |        |        |        |        |        |        |        |        |        |        |        |
| 1 2 3 4-10 11-30 poniżej 30 dq – dyskwalifikacja - − zawodnik nie wystartował |                    |                 |                 |             |             |                   |                   |        |        |        |        |        |        |        |        |        |        |        |        |        |        |        |        |        |        |        |

## FIS Cup

### Miejsca w klasyfikacji generalnej
| Sezon     | Miejsce |
| --------- | ------- |
| 2023/2024 | 58.     |
| 2024/2025 | 21.     |

### Miejsca na podium w konkursach indywidualnych FIS Cupu chronologicznie
| Lp. | Dzień    | Rok  | Miejscowość | Skocznia       | Punkt K | HS     | Skok 1  | Skok 2  | Nota      | Lok. | Strata  | Zwycięzca         |
| --- | -------- | ---- | ----------- | -------------- | ------- | ------ | ------- | ------- | --------- | ---- | ------- | ----------------- |
| 1.  | 21 marca | 2025 | Zakopane    | Wielka Krokiew | K-125   | HS-140 | 134,5 m | 137,0 m | 268,7 pkt | 2.   | 2,2 pkt | Louis Obersteiner |

### Miejsca w poszczególnych konkursachFIS Cupu
stan po zakończeniu sezonu 2024/2025
| Źródło                                                                        | Źródło             | Źródło           | Źródło           | Źródło        | Źródło        | Źródło      | Źródło      | Źródło           | Źródło           | Źródło           | Źródło           | Źródło      | Źródło      | Źródło        | Źródło           | Źródło        | Źródło        | Źródło         | Źródło         | Źródło        | Źródło        | Źródło         | Źródło         | Źródło        | Źródło        | Źródło         | Źródło         | Źródło | Źródło | Źródło | Źródło | Źródło | Źródło | Źródło | Źródło | Źródło | Źródło | Źródło | Źródło |
| ----------------------------------------------------------------------------- | ------------------ | ---------------- | ---------------- | ------------- | ------------- | ----------- | ----------- | ---------------- | ---------------- | ---------------- | ---------------- | ----------- | ----------- | ------------- | ---------------- | ------------- | ------------- | -------------- | -------------- | ------------- | ------------- | -------------- | -------------- | ------------- | ------------- | -------------- | -------------- | ------ | ------ | ------ | ------ | ------ | ------ | ------ | ------ | ------ | ------ | ------ | ------ |
| Sezon 2023/2024                                                               |                    |                  |                  |               |               |             |             |                  |                  |                  |                  |             |             |               |                  |               |               |                |                |               |               |                |                |               |               |                |                |        |        |        |        |        |        |        |        |        |        |        |        |
| Szczyrk HS104                                                                 | Szczyrk HS104      | Einsiedeln HS117 | Einsiedeln HS117 | Villach HS98  | Villach HS98  | Râșnov HS97 | Râșnov HS97 | Kandersteg HS106 | Kandersteg HS106 | Notodden HS98    | Notodden HS98    | Falun HS100 | Falun HS100 | Szczyrk HS104 | Szczyrk HS104    | Oberhof HS100 | Oberhof HS100 | Zakopane HS140 | Zakopane HS140 | punkty        | punkty        | punkty         | punkty         | punkty        | punkty        | punkty         | punkty         | punkty | punkty | punkty | punkty | punkty | punkty | punkty | punkty | punkty | punkty | punkty |        |
| -                                                                             | -                  | -                | -                | 16            | 14            | -           | -           | 39               | 12               | -                | -                | -           | -           | -             | -                | 33            | 33            | -              | -              | 55            | 55            | 55             | 55             | 55            | 55            | 55             | 55             | 55     | 55     | 55     | 55     | 55     | 55     | 55     | 55     | 55     | 55     | 55     |        |
| Sezon 2024/2025                                                               |                    |                  |                  |               |               |             |             |                  |                  |                  |                  |             |             |               |                  |               |               |                |                |               |               |                |                |               |               |                |                |        |        |        |        |        |        |        |        |        |        |        |        |
| Hinterzarten HS109                                                            | Hinterzarten HS109 | Frenštát HS106   | Frenštát HS106   | Szczyrk HS104 | Szczyrk HS104 | Kranj HS109 | Kranj HS109 | Villach HS98     | Villach HS98     | Einsiedeln HS117 | Einsiedeln HS117 | Otepää HS97 | Otepää HS97 | Otepää HS97   | Kandersteg HS106 | Notodden HS98 | Notodden HS98 | Falun HS100    | Falun HS100    | Szczyrk HS104 | Szczyrk HS104 | Eisenerz HS109 | Eisenerz HS109 | Oberhof HS100 | Oberhof HS100 | Zakopane HS140 | Zakopane HS140 | punkty |        |        |        |        |        |        |        |        |        |        |        |
| 34                                                                            | 19                 | 14               | 5                | 8             | 13            | 10          | 21          | -                | -                | -                | -                | -           | -           | -             | -                | -             | -             | -              | -              | -             | -             | -              | -              | -             | -             | 5              | 2              | 288    |        |        |        |        |        |        |        |        |        |        |        |
| Legenda                                                                       |                    |                  |                  |               |               |             |             |                  |                  |                  |                  |             |             |               |                  |               |               |                |                |               |               |                |                |               |               |                |                |        |        |        |        |        |        |        |        |        |        |        |        |
| 1 2 3 4-10 11-30 poniżej 30 dq – dyskwalifikacja - − zawodnik nie wystartował |                    |                  |                  |               |               |             |             |                  |                  |                  |                  |             |             |               |                  |               |               |                |                |               |               |                |                |               |               |                |                |        |        |        |        |        |        |        |        |        |        |        |        |